# Beikheim
Beikheim ist ein Gemeindeteil von Schneckenlohe im oberfränkischen Landkreis Kronach in Bayern.

## Geographie
Das Dorf liegt an der Steinach im Obermainischen Hügelland, wo sich das Tal zwischen dem Berg Gubel und den Hängen des Leutendorfer Forstes verengt. Der Krebsbach und der Vierlitzenbach fließen durch Beikheim und münden als linke Zuflüsse in die Steinach. Die Bundesstraße 303 führt über die 228 Meter lange Steinachtalbrücke zur Anschlussstelle 10 der A 73 (12 km westlich). In entgegengesetzter Richtung wird sie als Staatsstraße 2200 fortgeführt, die zur Bundesstraße 173 bei Johannisthal verläuft (5 km östlich). Die Staatsstraße 2208 führt über Leutendorf nach Mitwitz (4 km nördlich) bzw. nach Mannsgereuth (2 km südlich). Die Kreisstraße KC 29 führt nach Schneckenlohe (2 km westlich).

## Geschichte
Der Ort wurde erstmals im Jahr 1348 als „Beykhawe“ erwähnt. Der Ortsname ist slawischen Ursprungs. Im Mittelalter hatte die Familie von Redwitz die Dorfherrschaft. Im Jahr 1520 wurde die Reformation eingeführt. Beikheim war ein landwirtschaftlich geprägtes Dorf.
Gegen Ende des 18. Jahrhunderts bestand Beikheim aus 33 Anwesen. Das Hochgericht übte das bambergische Centamt Burgkunstadt-Marktgraitz aus. Die Dorf- und Gemeindeherrschaft hatte das bambergische Amt Fürth am Berg inne. Grundherren waren
- das Amt Fürth am Berg (2 Halbhöfe, 9 Söldengüter, 10 Sölden, 8 Söldengütlein, 1 Gütlein, 2 Tropfhäuser) und
- das sachsen-hildburghausische Amt Sonnefeld (1 Mahl- und Schneidmühle).

Außerdem gab es ein Schulhaus, eine Gemeindemahlmühle, eine Gemeindeschmiede und ein Gemeindebräuhaus.
Beikheim kam 1803 zum Kurfürstentum Bayern. Mit dem Ersten Gemeindeedikt wurde Beikheim dem 1808 gebildeten Steuerdistrikt Schmölz zugewiesen. Infolge des Zweiten Gemeindeedikts entstand 1818 die Ruralgemeinde Beikheim, zu der Fahlenberg gehörte. Sie war in Verwaltung und Gerichtsbarkeit dem Landgericht Kronach zugeordnet und in der Finanzverwaltung dem Rentamt Kronach (1919 in Finanzamt Kronach umbenannt). Ab 1862 gehörte Beikheim zum Bezirksamt Kronach (1939 in Landkreis Kronach umbenannt). Die Gerichtsbarkeit blieb beim Landgericht Kronach (1879 in das Amtsgericht Kronach umgewandelt). Die Gemeinde hatte eine Fläche von 3,464 km².
Im Zuge der Gebietsreform in Bayern wurde Beikheim am 1. Mai 1978 nach Schneckenlohe eingegliedert.

### Baudenkmäler

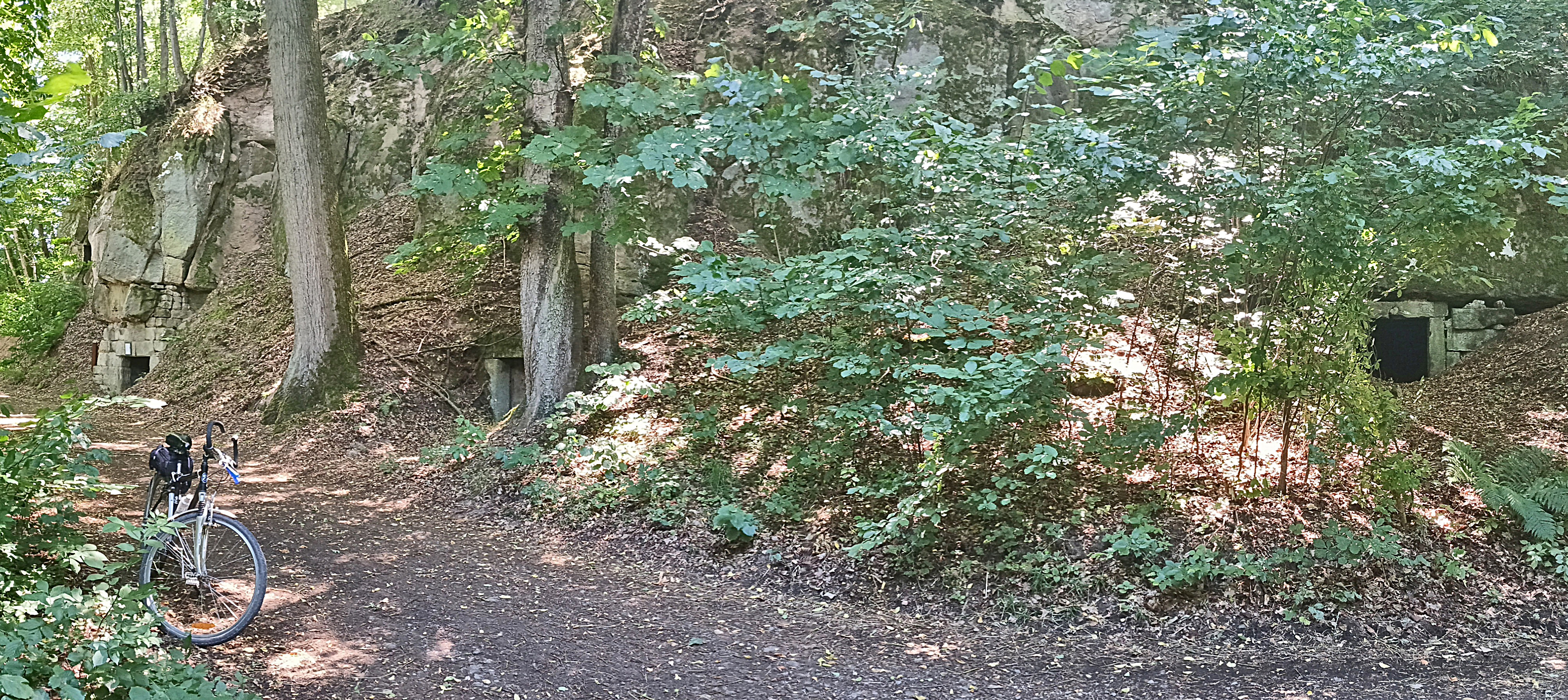
Historische Felsenkeller an der Steinach

In der Bayerischen Denkmalliste sind acht Baudenkmäler aufgeführt:
- Vier Wohn(stall)häuser
- Brunnen
- Brücke
- Felsenkeller
- Grenzsteine

### Einwohnerentwicklung
| Jahr | Einwohner | Häuser | Quelle |
| ---- | --------- | ------ | ------ |
| 1818 | 187       | 35     | [ 7 ]  |
| 1840 | 253       |        | [ 9 ]  |
| 1852 | 244       |        | [ 9 ]  |
| 1855 | 250       |        | [ 9 ]  |
| 1861 | 256       |        | [ 10 ] |
| 1867 | 254       |        | [ 11 ] |
| 1871 | 269       | 41     | [ 12 ] |
| 1875 | 274       |        | [ 13 ] |
| 1880 | 278       |        | [ 14 ] |
| 1885 | 293       | 41     | [ 15 ] |
| 1890 | 281       | 44     | [ 16 ] |
| 1895 | 284       |        | [ 9 ]  |
| 1900 | 277       | 41     | [ 17 ] |

| Jahr | Einwohner | Häuser | Quelle |
| ---- | --------- | ------ | ------ |
| 1905 | 279       |        | [ 9 ]  |
| 1910 | 256       |        | [ 18 ] |
| 1919 | 257       |        | [ 9 ]  |
| 1925 | 244       | 43     | [ 19 ] |
| 1933 | 278       |        | [ 9 ]  |
| 1939 | 242       |        | [ 9 ]  |
| 1946 | 383       |        | [ 9 ]  |
| 1950 | 384       | 44     | [ 20 ] |
| 1952 | 354       |        | [ 9 ]  |
| 1961 | 289       | 53     | [ 1 ]  |
| 1970 | 277       |        | [ 21 ] |
| 1987 | 271       | 68     | [ 2 ]  |

## Religion
Beikheim war seit der Reformation evangelisch-lutherisch geprägt und nach St. Laurentius (Schmölz) gepfarrt. Eine evangelische Bekenntnisschule befand sich im Ort. Diese besuchten auch die Schüler aus den Nachbargemeinden Schneckenlohe, Trainau und Mannsgereuth. 1936 wurde ein Friedhof angelegt. Die katholische Minderheit gehörte zur Pfarrei Heiligste Dreifaltigkeit (Theisenort).